# Субсидування експорту
Субсидування експорту — це державна політика, спрямована на заохочення експорту товарів і стримування продажу товарів на внутрішньому ринку за допомогою прямих виплат, дешевих кредитів, податкових пільг для експортерів або міжнародної реклами, що фінансується урядом. Субсидування експорту знижує ціну, яку платять іноземні імпортери, а це означає, що внутрішні споживачі платять більше, ніж іноземні. Світова організація торгівлі (СОТ) забороняє більшість субсидій, безпосередньо пов'язаних з обсягом експорту, за винятком НРС. Стимули надаються урядом країни експортерам для заохочення експорту товарів.
Субсидування експорту також виникає тоді, коли внутрішня цінова підтримка, як, наприклад, гарантована мінімальна ціна на товар, створює більше виробництва, ніж може бути спожито всередині країни. (Така цінова підтримка часто поєднується з імпортними тарифами, що утримує внутрішню ціну на високому рівні, стримуючи або оподатковуючи імпорт на різницю між світовою ціною та обов'язковим мінімумом). Замість того, щоб залишити товар гнити або знищувати його, уряд експортує його. Саудівська Аравія є нетто-експортером пшениці, Японія часто є нетто-експортером рису.
На Десятій Конференції міністрів СОТ, яка відбулася в Найробі, Кенія, з 15 по 19 грудня 2015 року, країни-члени СОТ домовилися про скасування експортних субсидій для сільськогосподарської продукції; найменш розвинені країни повинні були скасувати субсидії на експорт сільськогосподарської продукції до кінця 2018 року (до 1 січня 2017 року щодо експорту бавовни), в той час як розвинені країни погодилися скасувати більшість таких субсидій негайно.
Експортні субсидії можуть спричинити інфляцію: уряд субсидує галузь на основі витрат, але збільшення субсидії безпосередньо витрачається на підвищення заробітної плати, якого вимагають працівники. Тепер заробітна плата в субсидованій галузі вища, ніж в інших, що призводить до того, що інші працівники вимагають вищої заробітної плати, яка потім відображається на цінах, що призводить до інфляції в усій економіці.
Деякі країни надають непрямі експортні субсидії у формі зниження податків. У Сполучених Штатах Америки експортери товарів, вироблених у США, можуть отримати зниження податку за допомогою внутрішньої корпорації міжнародних продажів (IC-DISC). Згідно з законодавством Вірменії, ІТ-компанії, які відповідають декільком критеріям, отримують назад 50% сплаченого податку на прибуток. У 2022 році, після різкої ревальвації вірменського драма по відношенню до долара США, що потенційно може зашкодити галузям-експортерам, на обговорення було винесено пропозицію повернути всю суму податку, сплачену ІТ-компаніями за попередні 4 місяці.

## Зовнішні посилання
- International Trade Theory and Policy: Export Subsidies by Steven M. Suranovicby